# Haematopota biorbis
Haematopota biorbis är en tvåvingeart som beskrevs av Stone och Philip 1974. Haematopota biorbis ingår i släktet Haematopota och familjen bromsar. Inga underarter finns listade i Catalogue of Life.